# Sawimbulu
Sawimbulu ist ein Kinderbuch des bekannten deutschen Schauspielers und Autors Hardy Krüger.
Nach dem Erfolg seines ersten Romans Eine Farm in Afrika veröffentlichte Krüger 1971 im Verlag Jos. Scholz mit Sawimbulu sein erstes Kinderbuch mit Illustrationen seiner Frau Francesca Krüger. Die Handlung spielt in Afrika.

## Inhalt
Sawimbulu ist ein Sternenkind und ist immer auf Reisen. Meist besucht er Tiere, die seine Freunde sind. Er kommt eines Tages auf die „Farm der großen Rinder“, die in Ostafrika vom deutschstämmigen Herrn Kastner betrieben wird. Dieser lebt dort mit seiner Frau und den Kindern Jessy und Danny. Sawimbulu erscheint den Kindern eines Nachts und nimmt sie siebenmal mit auf einen nächtlichen Ausflug, wobei er ihnen afrikanische Märchen erzählt und ihnen die Schönheit dieses Kontinents näherbringt. Sawimbulu ist klein, rund wie ein Fußball und schwarz. Als jedoch nach dem siebenten Ausflug Danny ihn einzufangen versucht, weil er möchte, dass Sawimbulu für immer bei ihnen bleibt, wird der kleine Schwarze zornig und rot vor Wut. Er verlässt daraufhin die „Farm der großen Rinder“ und kehrt nicht mehr dorthin zurück.

## Trivia
Das Märchen Sawimbulu war zu Kinderzeiten die Lieblingsgeschichte von Hardy Krüger junior. Sein Vater hatte das Märchen, als die Familie in Afrika lebte meist nach Sonnenuntergang, auf ihrer Farm in Afrika geschrieben. Es wurde in der Schweiz fertig gestellt. Auch sein nächstes Kinderbuch Die Kinder von der Kastner-Farm beschäftigte sich mit den Kindern der Kastnerfamilie und deren Leben auf der elterlichen Farm.

## Ausgaben
- 1971: Verlag Jos. Scholz, ISBN 978-3-7662-0981-8.
- 1976: Taschenbuch, Goldmann, ISBN 978-3-442-20160-0.
- 1982: Neuauflage, Lenz, München mit Illustrationen von Edgar Müller, ISBN 3-88010-110-4.